# Vincent Engel
Vincent Engel, född 20 september 1963 i Uccle är en belgisk franskspråkig författare. Han är professor i nutida litteratur och nutidshistoria och har skrivit ett stort antal essäer, romaner, noveller och teaterpjäser.